# The Wrong Flat (film 1914)
The Wrong Flat è un cortometraggio muto del 1914 diretto da Harry Lambert.

## Produzione
Il film fu prodotto dalla Vitagraph Company of America.

## Distribuzione
Distribuito dalla General Film Company, il film - un cortometraggio in una bobina - uscì nelle sale cinematografiche statunitensi il 31 agosto 1914.